# Zunil
Zunil è un comune del Guatemala facente parte del dipartimento di Quetzaltenango.
L'abitato ha origini precolombiane e venne conquistato dall'armata di Pedro de Alvarado dopo aspri combattimenti. Il comune venne invece istituito l'11 giugno 1886.